# 아칼리 풀라 싱
아칼리 풀라 싱 니항(Akali Phula Singh Nihang, 1761년 1월 1일 – 1823년 3월 14일)은 아칼리 니항 시크교 지도자였다. 그는 19세기 초 칼사 샤히단 미슬의 성자 전사이자 부다 달의 수장이었다. 그는 또한 시크교 칼사 군대의 고위 장군이자 비정규군 니항의 사령관이었다. 그는 암리차르에서 시크교 미슬을 통합하는 데 중요한 역할을 했다. 그는 여러 번 체포 명령을 내렸지만 성공하지 못한 영국인을 두려워하지 않았다. 말년에 그는 마하라자 란지트 싱의 직속 고문으로 시크 제국을 위해 봉사했다. 그는 노세라 전투에서 순교할 때까지 수많은 유명한 시크 전투에서 육군 장군으로 활약했다. 그는 지역 주민들의 존경을 받았으며 이 지역에 큰 영향을 미쳤고, 가난하고 힘없는 사람들을 돕기 위해 항상 정착지를 개방했다. 그는 겸손하고 독특한 지도자이자 높은 인품을 지닌 명망 높은 전사였다. 그는 또한 구르마트와 칼사 판트의 가치를 지키기 위해 노력한 것으로도 유명하다.

## 추가 읽기
- Singh, Mohinder (2011). 〈PHULA SINGH AKALI (1761–1823)〉.   Singh, Harbans. 《The encyclopaedia of Sikhism: Volume III: M–R》 3판. Punjabi University. 337–338쪽. ISBN 978-8-17-380349-9. OCLC 888565644.